# Jednostka dominująca
Jednostka dominująca – termin w rachunkowości stosowany w odniesieniu do spółki handlowej lub przedsiębiorstwa państwowego, która to sprawuje kontrolę nad jednostką zależną, a w szczególności:
a) posiadającą bezpośrednio lub pośrednio większość ogólnej liczby głosów w organie stanowiącym jednostki zależnej, także na podstawie porozumień z innymi uprawnionymi do głosu, wykonującymi prawa głosu zgodnie z wolą jednostki dominującej, lub
b) będącą udziałowcem jednostki zależnej i uprawnioną do kierowania polityką finansową i operacyjną tej jednostki zależnej w sposób samodzielny lub przez wyznaczone przez siebie osoby lub jednostki na podstawie umowy zawartej z innymi uprawnionymi do głosu, posiadającymi na podstawie statutu lub umowy spółki, łącznie z jednostką dominującą, większość ogólnej liczby głosów w organie stanowiącym, lub
c) będącą udziałowcem jednostki zależnej i uprawnioną do powoływania i odwoływania większości członków organów zarządzających, nadzorujących lub administrujących tej jednostki zależnej, lub
d) będącą udziałowcem jednostki zależnej, której więcej niż połowę składu organów zarządzających, nadzorujących lub administrujących w poprzednim roku obrotowym, w ciągu bieżącego roku obrotowego i do czasu sporządzenia sprawozdania finansowego za bieżący rok obrotowy stanowią osoby powołane do pełnienia tych funkcji w rezultacie wykonywania przez jednostkę dominującą prawa głosu w organach tej jednostki zależnej, chyba że inna jednostka lub osoba ma w stosunku do tej jednostki zależnej prawa, o których mowa w lit. a, c lub e, lub
e) będącą udziałowcem jednostki zależnej i uprawnioną do kierowania polityką finansową i operacyjną tej jednostki zależnej, na podstawie umowy zawartej z tą jednostką zależną albo statutu lub umowy tej jednostki zależnej.